# Samseong-dong
Samseong-dong é um bairro afluente de Gangnam-gu em Seul, Coreia do Sul.

## Atrações
- World Trade Center Seoul
- COEX Convention & Exhibition Center
- Museu do Kimchi
- Templo Bongeun[3]
- Baekam Art Hall

## Transportes
- Linha 2 do Metrô de Seul
  - Estação Samseong
- Yeongdong Highway